# (922) Schlutia
(922) Schlutia ist ein Asteroid des Hauptgürtels, der am 18. September 1919 von K. Reinmuth entdeckt wurde. 
Der Name des Asteroiden stellt eine vermischte Form der Nachnamen zweier wissenschaftlicher Gönner, der Herren Hermann Schlubach und Henry Frederick Tiarks, dar.